# Barém nos Jogos Olímpicos
O Barém competiu em 6 Jogos Olímpicos de Verão. Eles nunca participaram dos Jogos Olímpicos de Inverno.
Nas Olimpíadas de Verão de 2008 em Pequim Rashid Ramzi foi originalmente medalha de ouro nos 1.500m Masculino mas a medalha foi retirada devido a um caso de doping.